# Sapporo station
Sapporo station (札幌駅 Sapporo-eki?) är en järnvägsstation i Chūō-ku, Sapporo, Hokkaido, Japan. Den passeras av Hakodates huvudlinje samt andra tåglinjer tillhörande JR Hokkaido. Den ligger också i anslutning till Sapporos tunnelbana. Den nuvarande stationen färdigställdes 1988 tillsammans med att man också byggde om spåren i anslutningen till stationen med viadukter. Det ökade kapaciteten på järnvägsnätet i regionen då Sapporo station tidigare varit en flaskhals i systemet.
Sapporo station är start och ändstation för alla limited express-tåg tillhörande JR Hokkaido. Här finns även Hokkaidos högsta byggnad, (JR Tower).
Sammanbyggt med stationen är en busstation och hotell och kontorskompexet Esta. JR Hokkaido har annonserat att Esta kommer stängas i augusti och busstationen i september 2023 för ombyggnationer av stationen för Hokkaido Shinkansen som beräknas färdigställas till Sapporo station 2031.